# Albizia multiflora
Albizia multiflora là một loài thực vật có hoa trong họ Đậu. Loài này được (Kunth) Barneby & J.W.Grimes miêu tả khoa học đầu tiên.